# ツキノワテリムク
ツキノワテリムク（月輪照椋、学名：Lamprotornis superbus）は、スズメ目ムクドリ科に分類される鳥類の一種。胸と腹の間に白帯があるためツキノワ(月輪)の名がある。

## 形態
全長約19cm。雌雄同色で頭部は黒く、後頭以下の上面、喉と胸は青緑色の金属光沢がある。
腹は赤褐色で胸と腹の間に白帯がある。下尾筒は白色で嘴と脚は黒色。虹彩は白色。

## 分布
留鳥としてアフリカ東部のエリトリア、ジブチ、ソマリア、タンザニア、ケニアなどに分布している。　

## 生態
疎林や藪のある草原や、都市部の公園、人家の庭などに生息している。
昆虫、果実などを食べる雑食性。採食は地上で行う。

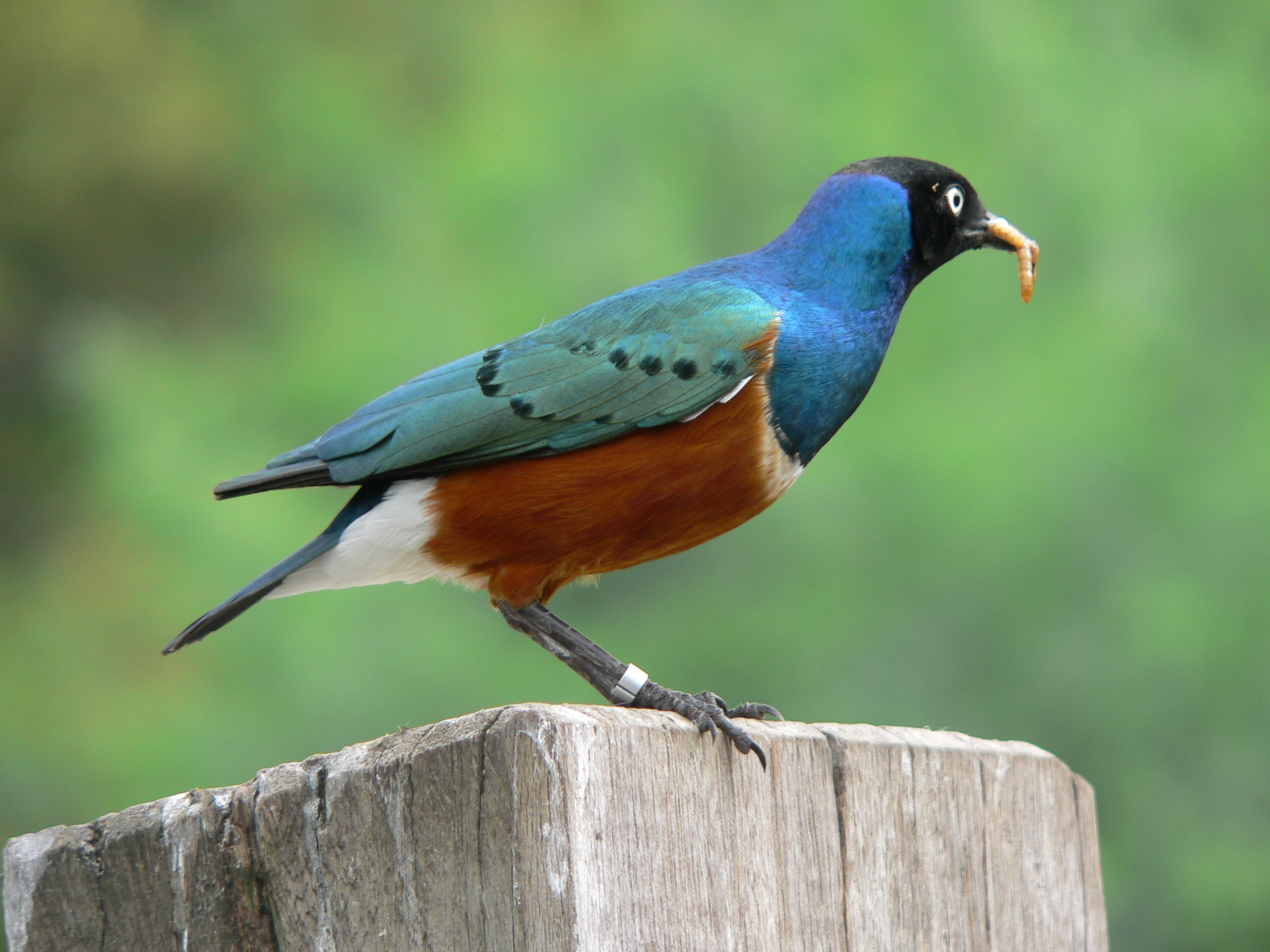
昆虫を啄んでいるところ

## 人間との関係
本種は人によく馴れる。都市部の公園では餌付けされた個体がよく見られ、それ以外の場所でも観光客がよく訪れるところでは人慣れして掌の上で餌を啄むことがある。